# ریاض‌الانشاء
ریاض الانشاء کتاب مشهور عمادالدین محمود گاوان (مشهور به خواجه جهان) است. وی علی‌رغم اشتغالش به تجارت و امارت سپاه و صدارت سلاطین آثار خوبی از خود به جای گذاشته است. این مجموعه از سر مشق‌های منشیان در هند شمرده می‌شده و در آن سامان شهرت بسیار داشته و هنوز هم معروف است و طبع منقح خوبی از آن در حیدر آباد به سال ۱۹۴۸ میلادی صورت گرفته و نسخ خطی آن نیز کم نیست.